# Christoph Erbstösser
Christoph „Chris“ Erbstösser (* 1965 in Köln) ist ein deutscher Jazzmusiker (Piano, Komposition), der viele Jahre in Belgien verbrachte.

## Leben und Wirken
Erbstösser studierte in den 1980er Jahren zunächst in den Niederlanden am Konservatorium Hilversum und ging dann in die USA, um bei Richie Beirach und Jim Beard zu studieren.
Erbstösser begleitete namhafte Solisten wie Paquito D’Rivera, John Thomas, Randy Brecker oder Bob Malach. Er spielte im Trio mit Dré Pallemaerts oder Félix Simtaine, im Quartett von Erwin Vann (mit Michel Hatzigeorgiou und Pallemaerts) und bei Chris Joris, mit denen er auch auf Tonträgern veröffentlichte. Zudem arrangierte für die Band Ten-Tammare und komponierte für Toon Roos. Er fungierte zwischen 1997 und 2002 als Pianist des Brussels Jazz Orchestra und ist auf einigen Alben dieser Band zu hören, u. a. mit Maria Schneider oder Bert Joris. 2001 erschien sein Trio-Album Vive les Etrangers auf dem Label W.E.R.F. Das Nachfolgealbum Alma beim gleichen Label entstand mit Sonny Troupé und Mike Armoogum. Mit Martin Fredebeul, Frans van der Hoeven und Marc Lehan veröffentlichte er das Album Search bei Nabel Records. Seine Kompositionen integrieren modernen Jazz und afrikanische Einflüsse. Er trat bei großen Festivals wie dem North Sea Jazz Festival, Jazz Middelheim, dem Jazzfestival in Lüttich oder bei Jazz à Vienne auf.
Erbstösser unterrichtete an der Jazzabteilung des Antwerpener Konservatoriums. Er hat auch Erfahrungen als Tontechniker und unterhält sein eigenes Tonstudio. Seit 2006 lebt er in Paris.